# Appendix Sallustiana
Appendix Sallustiana (lat. „Anhang zu Sallust“) ist die moderne Bezeichnung eines Corpus von mehreren kleinen Schriften, die dem römischen Historiker Sallust (86–35/34 v. Chr.) zugeschrieben wurden.
Das Corpus besteht aus zwei Schriftengruppen:
- Epistulae ad Caesarem senem de re publica: Zwei Briefe mit politischen Ratschlägen an Caesar.
- Invectivae: Zwei Reden, eine von Sallust gegen Cicero und eine Gegenrede von Cicero.

In der Antike und im Mittelalter galten diese Schriften als authentisch, d. h. von Sallust bzw. Cicero verfasst. Erst im 16. Jahrhundert äußerten Gelehrte Zweifel an der Autorschaft: Der Humanist Sebastiano Corrado vertrat in seinem Werk Egnatius sive Quaestura Ciceronis (Venedig 1537) die These, dass die Invectivae weder von Sallust noch von Cicero stammten, sondern von einem anonymen Autor späterer Zeit. Im späten 19. Jahrhundert wiesen die Philologen Hans Wirz und Richard Reitzenstein nach, dass die Schriften von zwei verschiedenen Autoren stammen und zudem große rhetorische Qualität besitzen.
Die Epistulae (auch Suasoriae) sind im Codex Vaticanus Latinus 3864 (9./10. Jahrhundert) zusammen mit Reden, die den übrigen Schriften Sallusts entnommen sind, unter dem Obertitel C. Crispi Sallusti orationes excerpte de historiis incipit feliciter überliefert. Die beiden Briefe an Caesar werden in der antiken Literatur nicht behandelt. Ihre Echtheit ist in der Forschung umstritten, wird aber weitgehend abgelehnt. Robert von Pöhlmann wies zu Beginn des 20. Jahrhunderts nach, dass die Epistulae die sozialen, wirtschaftlichen und politischen Verhältnisse Roms um 44. v. Chr. sehr treffend wiedergeben. Für die Autorschaft Sallusts trat 1993 Walter Schmid in seinem Buch Frühschriften Sallusts im Horizont des Gesamtwerks ein. Seine Ergebnisse werden jedoch nicht allgemein akzeptiert.